# فینال لیگور
فینال لیگور (به ایتالیایی: Finale Ligure) یک کومونه در ایتالیا است که در استان ساونا واقع شده‌است.

## خصوصیات
فینال لیگور ۳۴٫۵۹ کیلومترمربع مساحت و ۱۱٬۶۳۸ نفر جمعیت دارد و ۰ متر بالاتر از سطح دریا واقع شده‌است.

## خواهرخوانده
شهرهای بنالمادنا، کوزانو، راکالموتو، ویتوریو ونه‌تو، Montechiaro d'Asti و اووشن سیتی، مریلند خواهرخوانده‌های فینال لیگور هستند.

## نگارخانه

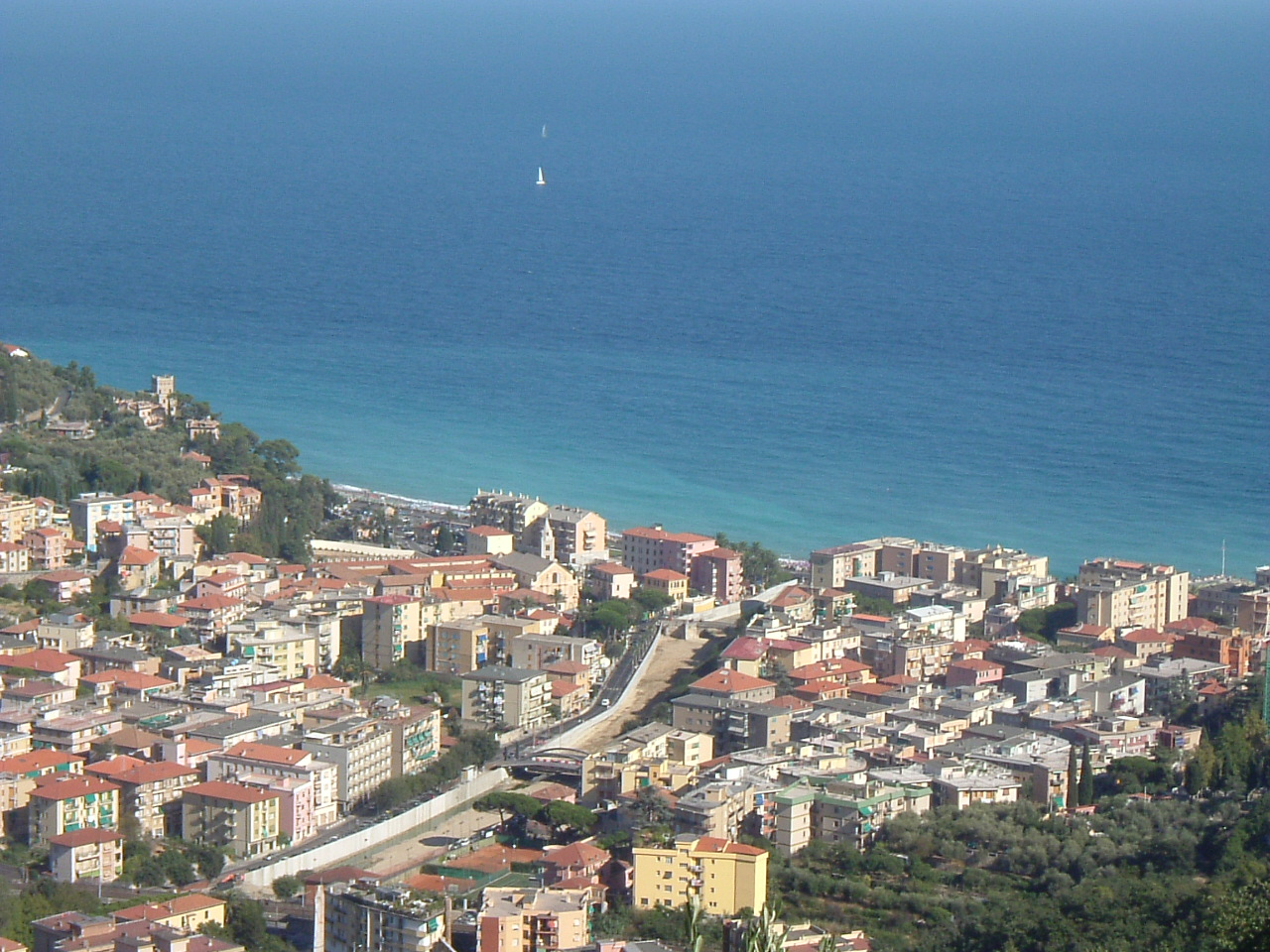
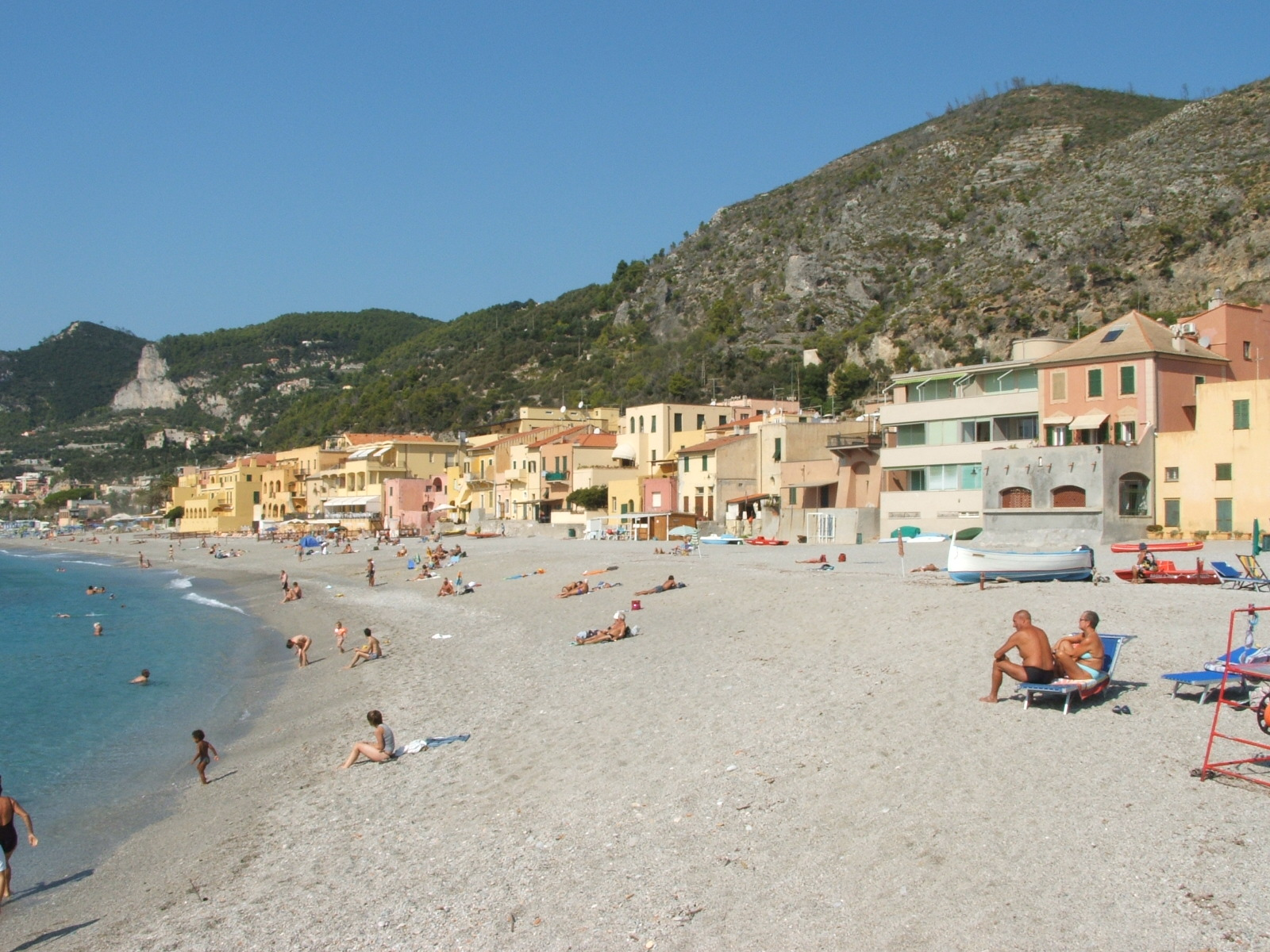
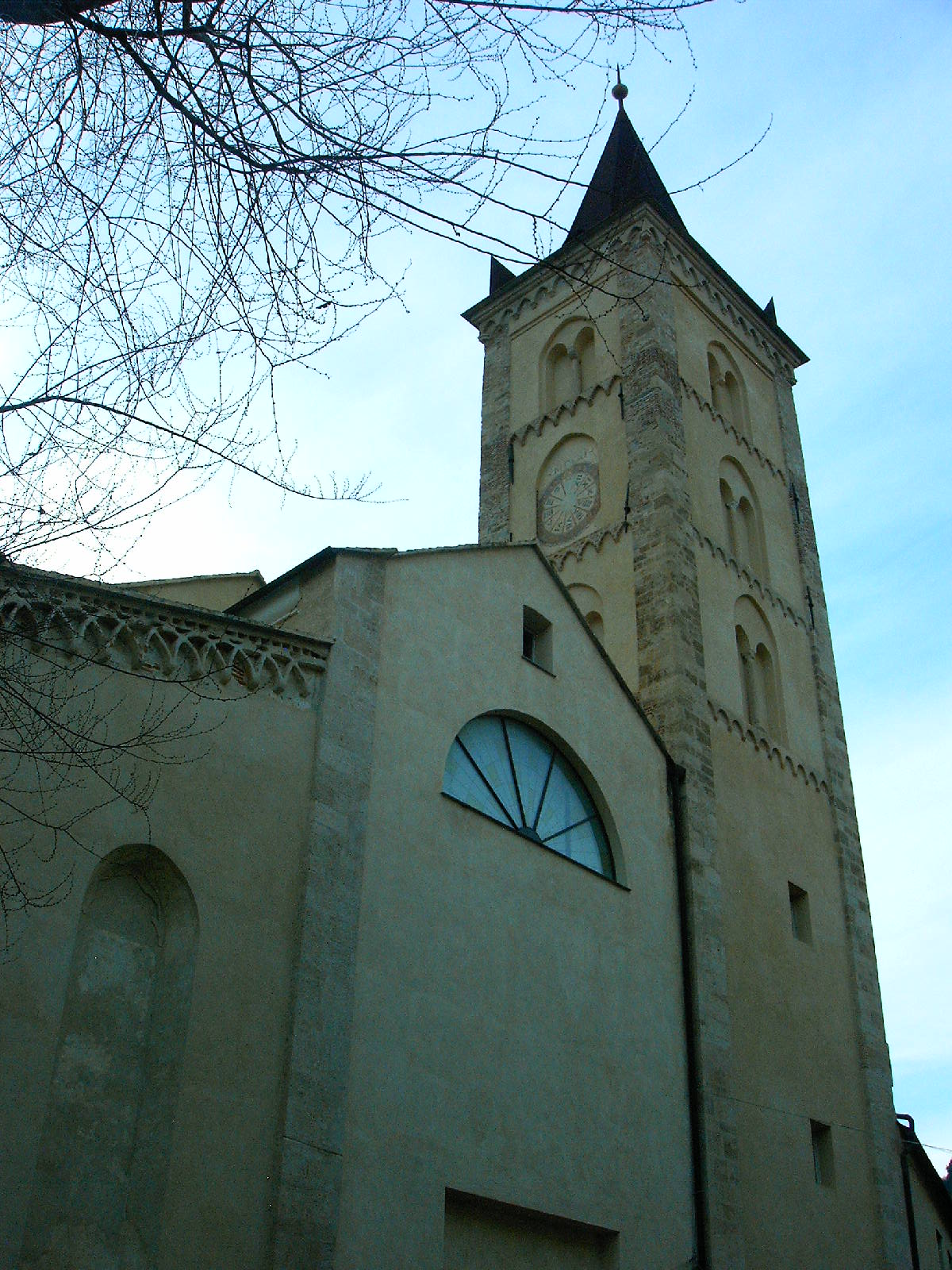
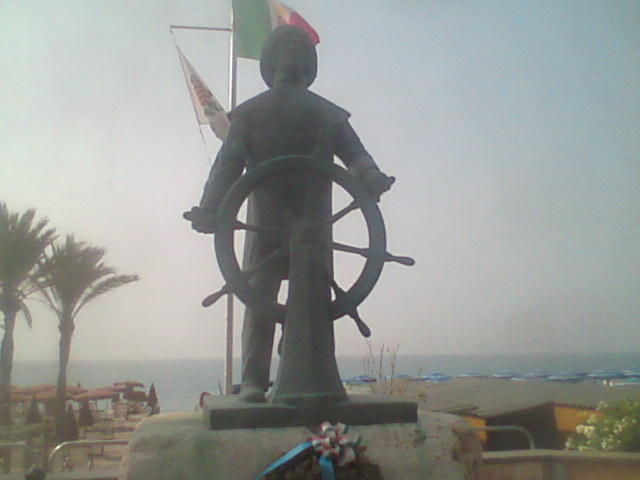
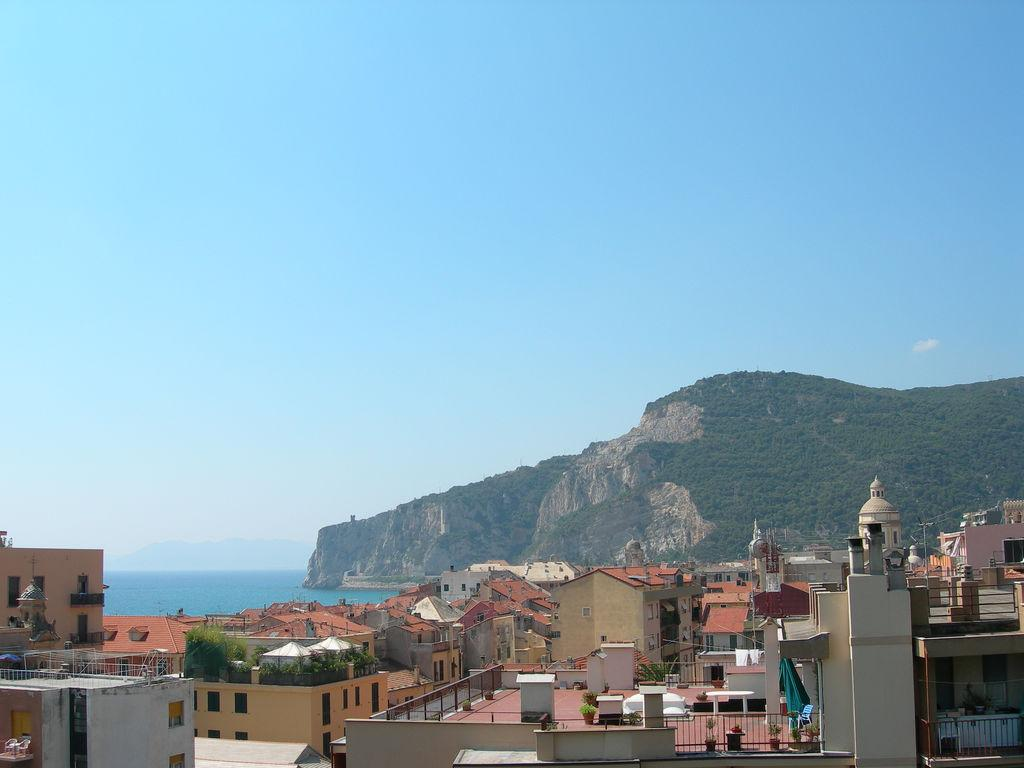
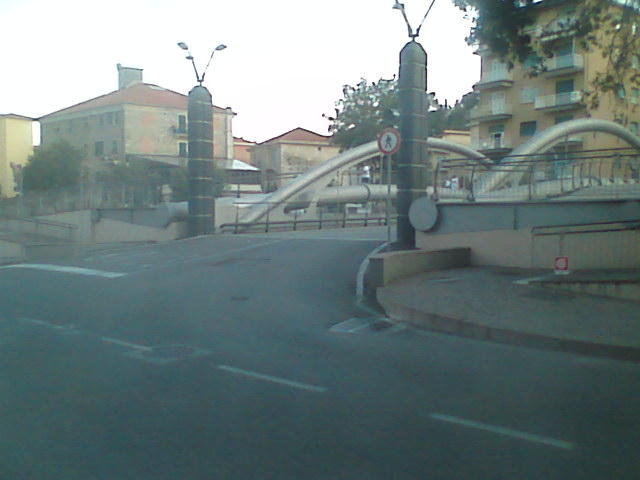
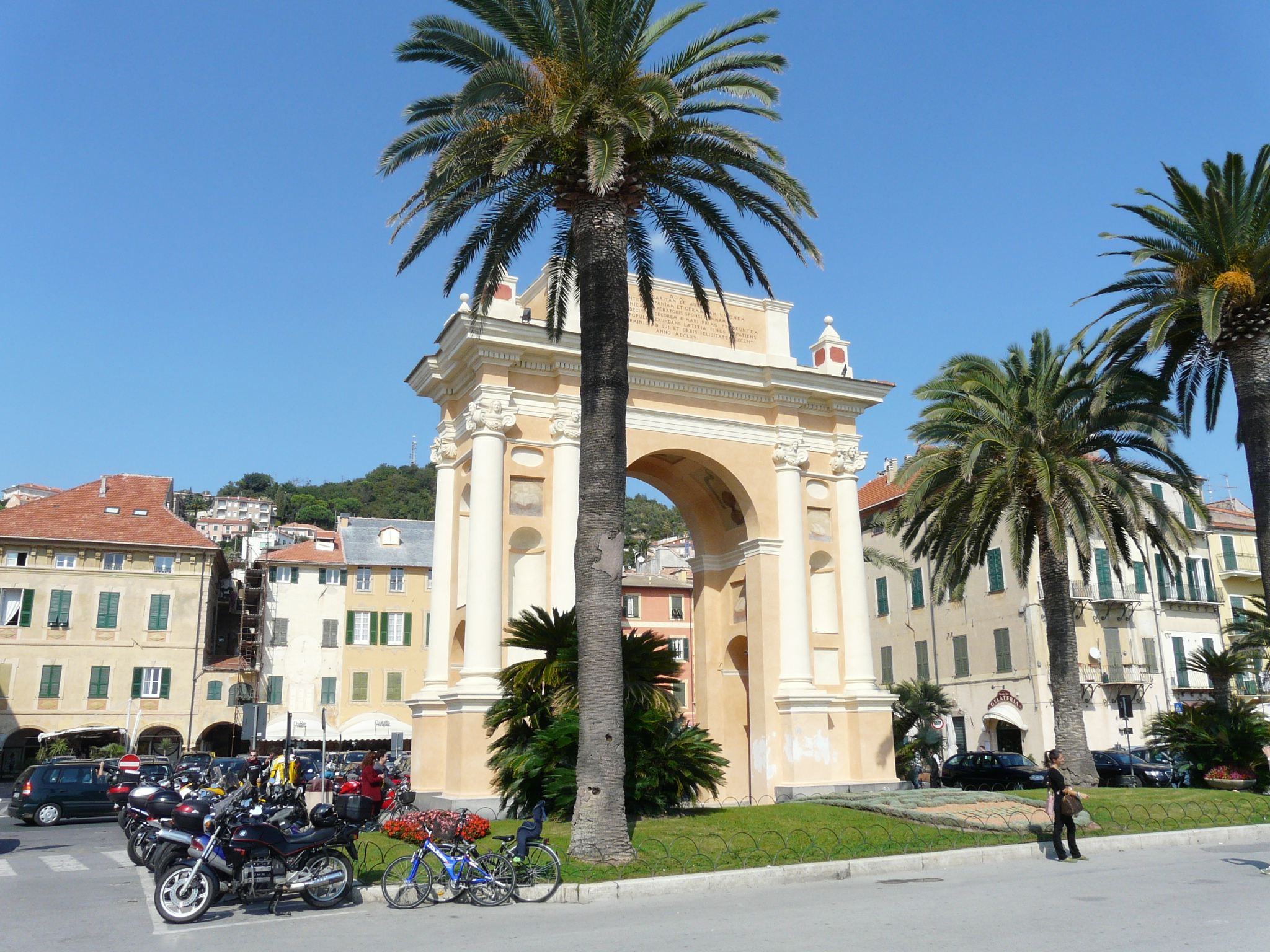
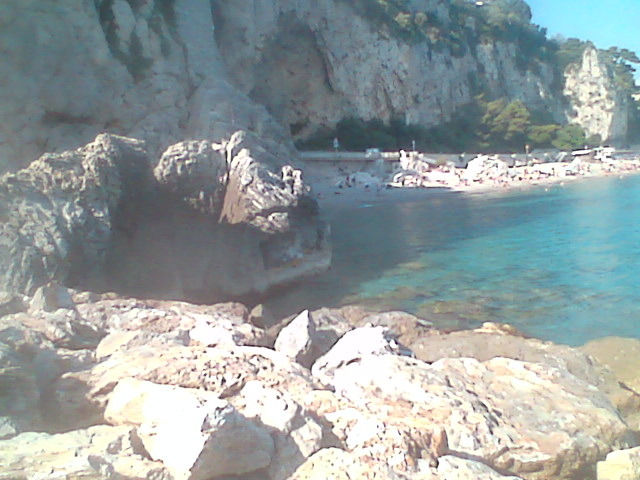
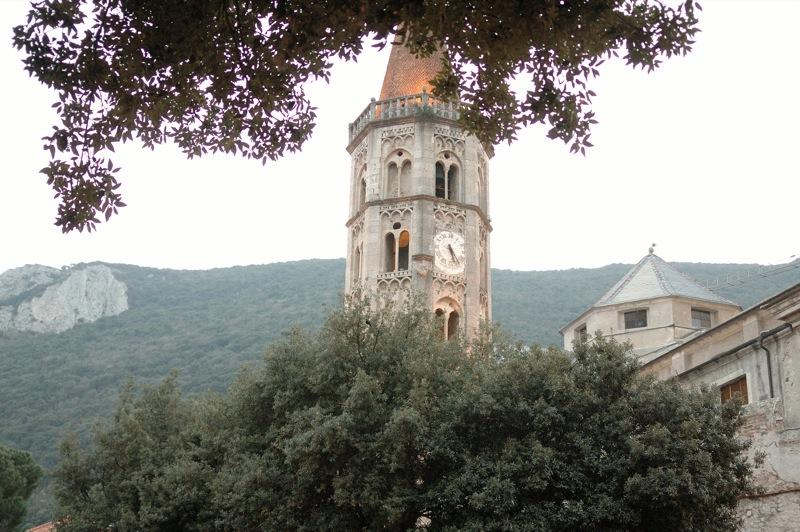
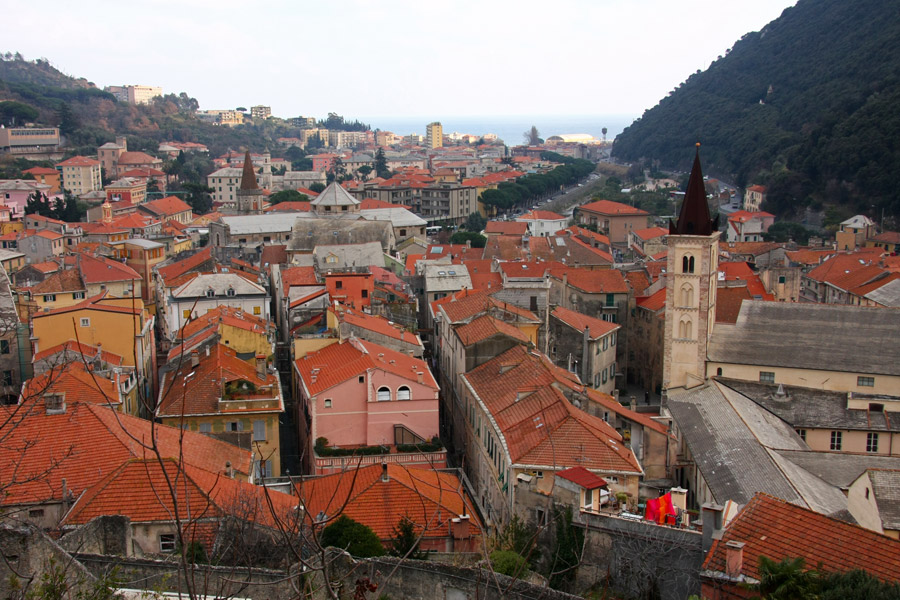
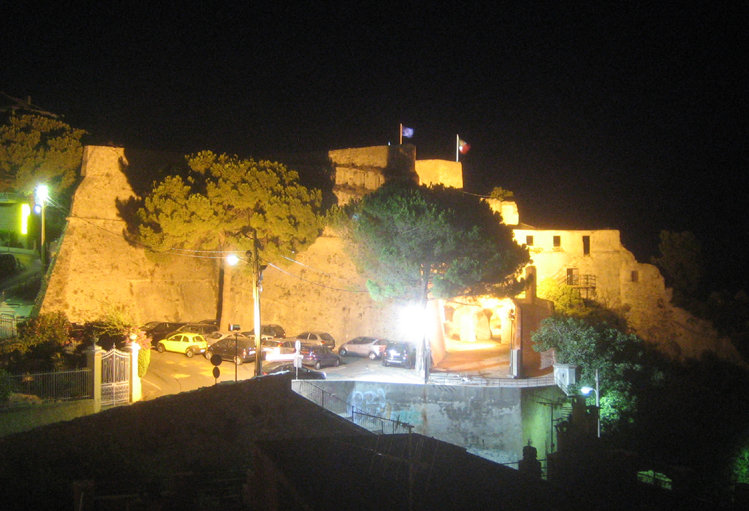